# Perú en la Copa América 1987
La selección del Perú fue uno de los diez equipos participantes en la Copa América 1987. Dicho torneo se desarrolló en Argentina entre el 27 de junio y el 12 de julio de 1987. 

## Participación

### Primera fase
| Equipo    | Pts | PJ | PG | PE | PP | GF | GC | Dif |
| --------- | --- | -- | -- | -- | -- | -- | -- | --- |
| Argentina | 3   | 2  | 1  | 1  | 0  | 4  | 1  | +3  |
| Perú      | 2   | 2  | 0  | 2  | 0  | 2  | 2  | 0   |
| Ecuador   | 1   | 2  | 0  | 1  | 1  | 1  | 4  | –3  |

| 27 de junio de 1987 | Argentina    | 1:1 (0:0) | Perú      | Estadio Monumental, Buenos Aires                                           |                                                                            |
|                     | Maradona 47' |           | 59' Reyna | Asistencia: 40 000 espectadores Árbitro(s): Armando Pérez Hoyos (Colombia) | Asistencia: 40 000 espectadores Árbitro(s): Armando Pérez Hoyos (Colombia) |

| 4 de julio de 1987 | Perú        | 1:1 (1:1) | Ecuador  | Estadio Monumental, Buenos Aires                                        |                                                                         |
|                    | La Rosa 87' |           | 72' Cuvi | Asistencia: 10 000 espectadores Árbitro(s): Asterio Martínez (Paraguay) | Asistencia: 10 000 espectadores Árbitro(s): Asterio Martínez (Paraguay) |

## Posición final
| Equipo | Equipo  | Pts | PJ | PG | PE | PP | GF | GC | Dif |
| ------ | ------- | --- | -- | -- | -- | -- | -- | -- | --- |
| 5      | Brasil  | 2   | 2  | 1  | 0  | 1  | 5  | 4  | +1  |
| 6      | Perú    | 2   | 2  | 0  | 2  | 0  | 2  | 2  | 0   |
| 7      | Bolivia | 1   | 2  | 0  | 1  | 1  | 0  | 2  | -2  |